# Gemini Observatory
Gemini Observatory er et internationalt astronomisk observatorium. To 8,1 meters identiske teleskoper på hver sin halvkugle dækker tilsammen den nordlige og den sydlige stjernehimmel, bortset fra deklinationer over +79° og under -89°. Teleskoperne blev bygget og drives af USA, Storbritannien, Canada, Chile, Brasilien, Argentina og Australien. Forskergrupper tildeles observationstid efter deres hjemlandes finansielle bidrag, men deltagere fra andre lande deltager også bl.a. den danske astronom dr. Inger Jørgensen.
Modsat mange andre store teleskoper er Geminis spejle overfladebelagt med sølv, for at kunne anvendes til observationer i det nær-infrarøde område. En overfladebelægning af aluminium er normalt godt nok til observationer i det optiske område, da det reflekterer 97 % af lyset. De sidste tre procent opvarmer spejlet og udsendes som infrarød stråling. En sølvbelægning reflekterer 99 % af infrarøde lys og emitterer den sidste procent som varmestråling (støj). Forskellen svarer til et 13 % større hovedspejl med aluminium. Ulempen er bl.a. at sølv har en tendens til at korrodere og derfor må beskyttes af et lag transparent kunststof: SiNx. Hvert hovedspejl på ca. 50 m² er kun dækket af ca. 50 gram sølv.
De nærinfrarøde observationer dækker over det svage lys fra brune dværge i kredsløb om klare stjerner og fjerne galakser, der pga. rødforskydningen ses bedst i det infrarøde område.

## Gemini North
Det nordlige teleskop ligger på Mauna Kea, Hawaii, i 4213 m højde. Det havde First Light i januar 1999 og i 2004 blev aluminiumsbelægningen udskiftet med en sølvbelægning.

## Gemini South
Det sydlige teleskop ligger på Cerro Pachón, Chile, i 2722 m højde. Det havde First Light i 2000 og i 2004 blev aluminiumsbelægningen udskiftet med en sølvbelægning.